# Liphistius thoranie
Liphistius thoranie is een spinnensoort uit de familie Liphistiidae. De soort komt voor in Thailand.